# Carl-Dieter von Reichmeister
Carl-Dietrich von Reichmeister, auch Karl-Dieter von Reichmeister, (* 22. Dezember 1910 in Dessau; † 23. September 2001 in Neubiberg bei München) war von November 1939 bis März 1943 deutscher Reichsfilmdramaturg.

## Leben
Carl-Dietrich von Reichmeister besuchte von 1922 bis 1925 die Lateinische Schule in Halle (Saale). Er heiratete 1937 in Wilhelmshorst bei Potsdam Christa von Bock und Polach, die Enkeltochter des preußischen Generals der Infanterie Friedrich von Bock und Polach.
Reichmeister trat zum 1. Juli 1928 der NSDAP bei (Mitgliedsnummer 92.860) und schloss sich später auch der SS an (SS-Nummer 103.829), bei der er 1939 zum SS-Hauptsturmführer aufstieg. 1942 er im genannten Dienstrang beim Stabe des SS-Hauptamtes und Referent im Reichsministerium für Volksaufklärung und Propaganda geführt, das in Berlin-Frohnau ansässig war. Zudem war er als Referent beim Reichspressechef tätig.
In den Tagebüchern von Joseph Goebbels wird Carl-Dieter von Reichmeister mehrfach genannt.
Im Sommer 1943 wurde er als Kriegsberichter zur Waffen-SS in die SS-Standarte Kurt Eggers an die Front einberufen. Sein Nachfolger als Reichsfilmdramaturg wurde Regierungsrat Kurt Frowein.
Nach Kriegsende befand er sich von 1945 bis 1948 in alliierter Internierung. Danach betätigte sich Carl-Dieter von Reichmeister als Gastwirt. Um 1985 lebte er in Grainbach im Chiemgau.